# آمال رمزي
آمال رمزي (6 يونيو 1939 -)، ممثلة مصرية.

## عن حياتها
ولدت في الإسكندرية، حصلت على «دبلوم تجارة» وهي مطلقة من المخرج كمال صلاح الدين، بدأت حياتها الفنية من التلفاز في عام 1960 في «مسرح الريحاني».

## أعمالها

### الأفلام
- 1960: عنتر يغزو الصحراء
- 1960: حبي الوحيد
- 1960: إشاعة حب
- 1962: يوم الحساب
- 1962: الحقيبة السوداء
- 1964: نهر الحياة
- 1964: للرجال فقط
- 1964: العائلة الكريمة
- 1965: جدعان حارتنا
- 1965: الجزاء
- 1966: حارة السقايين
- 1967: غازية من سنباط
- 1968: حواء على الطريق
- 1968: بابا عايز كده
- 1970: ورد وشوك
- 1970: سفاح النساء
- 1970: سارق المحفظة
- 1970: المراية
- 1970: أصعب جواز
- 1971: رجال في المصيدة
- 1971: امرأة تسكن وحدها
- 1972: ذئاب على الطريق
- 1972: جنون المراهقات
- 1975: بديعة مصابني
- 1975: الأنثى والذئاب
- 1977: الحب في طريق مسدود
- 1978: سكة العاشقين
- 1978: البعض يذهب للمأذون مرتين
- 1980: تحدي الأقوياء
- 1981: دماء على الثوب الوردي
- 1983: دليل الاتهام
- 1983: السادة المرتشون
- 1984: مطلوب حيا أو ميتا
- 1984: فتوة الناس الغلابة
- 1986: معركة النساء
- 1986: التوت والنبوت
- 1987: القرداتي
- 1987: البيه البواب
- 1992: شياطين الشرطة

### المسلسلات
- 1965: أيام لها ذكرى
- 1968: اسألوا الأستاذ شحاتة
- 1970: أجلح وأملح
- 1971: الرجل الغامض
- 1976: هروب
- 1980: من الجاني
- 1984: في قافلة الزمان
- 1987: حارة السكري
- 1989: الكهف والوهم والحب
- 1992: ماما نور
- 1992: زمن الحلم الضائع
- 1992: بنت سيادة الوزير
- 1993: حكاية شفيقة ومتولي
- 1994: أيام المنيرة
- 1996: يوميات ونيس (ج3)
- 1996: عدل الأيام
- 1997: كلهن طيبات
- 1997: التوأم
- 1998: أوراق مصرية (ج1)
- 2001: حمزة وبناته الخمسة
- 2001: آمال وأقدار
- 2001: الكومي
- 2003: المقعد الخلفي
- 2004: أوراق مصرية (ج3)
- 2005: ينابيع العشق
- 2005: ورد النيل
- 2005: شجرة الود
- 2005: سلالة عابد المنشاوي
- 2006: مواطن بدرجة وزير
- 2006: لم تنسى أنها امرأة
- 2006: آن الأوان
- 2006: الإمام المراغي
- 2009: ورق التوت
- 2009: مذكرات حرامي
- 2009: صبيان وبنات
- 2009: حضرة الضابط أخي
- 2009: أبو ضحكة جنان
- 2010: نعم مازلت آنسة
- 2010: سي عمر وليلى أفندي
- 2010: بابا نور
- 2010: أحلام كومبارس
- 2012: التنين
- 2012: النار والطين
- 2012: البحر والعطشانة
- 2012: ابن النظام
- 2014: السع وفلسع
- 2016: مملكة يوسف المغربي
- 2014: الكبريت الأحمر
- 2014: عيش أحلامك

### المسرحيات
- 1966: الطرطور
- 1967: ذات البيجامة الحمراء
- 1970: عبود عبده عبود
- 1979: أنا أجدع منه
- 1985: السنيورة تكسب

### الفوازير
- 1997: أعلام هند وبانيليا

## روابط خارجية
- آمال رمزي على موقع الدهليز
- آمال رمزي على موقع قاعدة بيانات الأفلام العربية